# Pasta reale

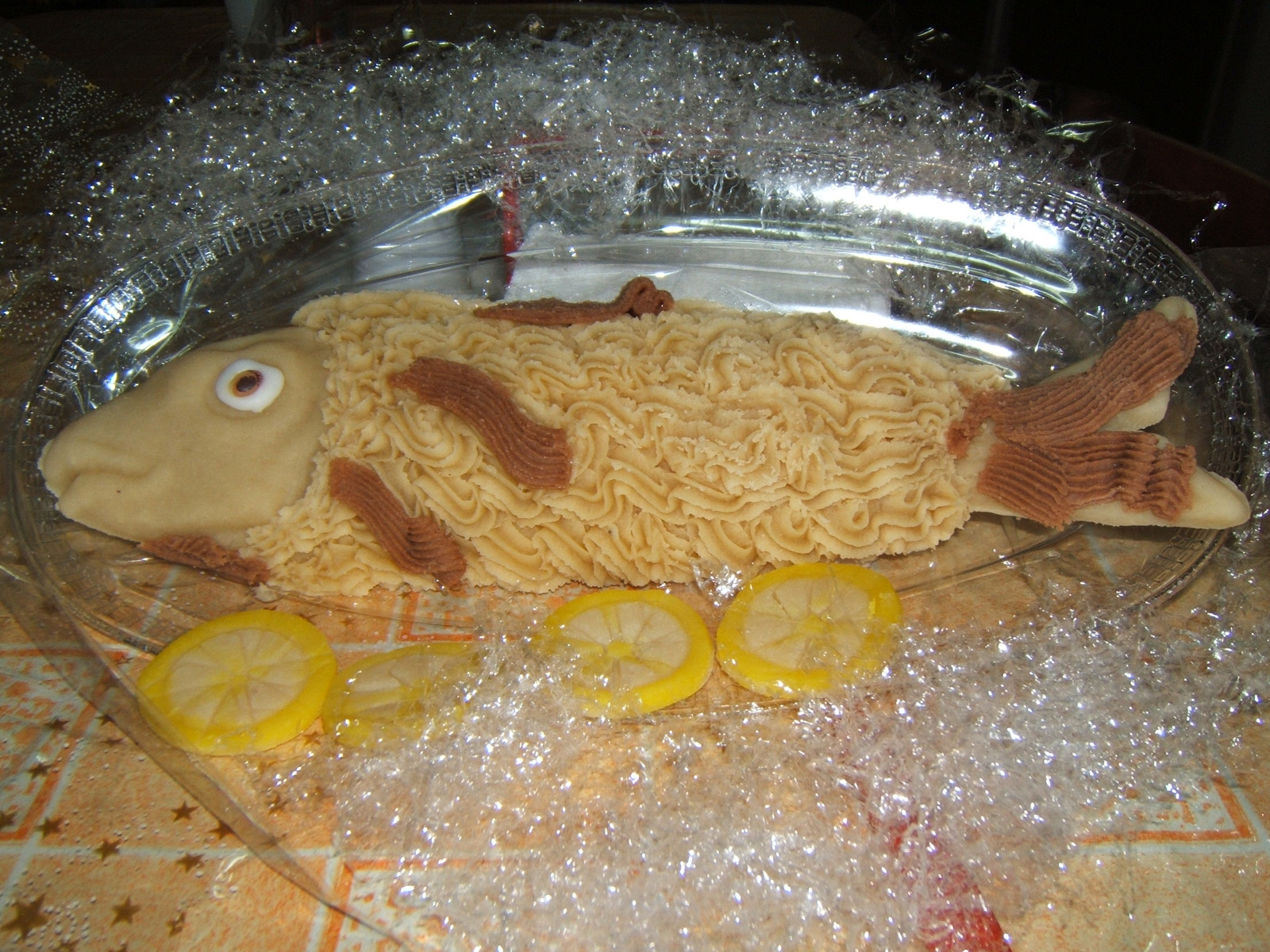
Pez de pasta di mandorle, un típico dulce navideño salentino.

La pasta reale (en italiano ‘pasta real’; en siciliano pàsta riàli) o pasta di mandorle o mandorla (‘pasta de almendra’; pasta te mennule o pasta ti mennuli en salentino) es una preparación de repostería utilizada en la elaboración de diversos dulces de la cocina siciliana, apulia y salentina.

## Historia
Los orígenes de este dulce son remotos. Parece que surgió a finales del siglo XII en el convento palermitano de la Martorana, anejo a la iglesia de Santa María dell'Ammiraglio, que debe su nombre a Jorge de Antioquía, almirante del rey Rogelio II. El nombre reale atribuido a la pasta dulce puede atribuirse al hecho de que era «digna de un rey» por su calidad y características.

## Preparación

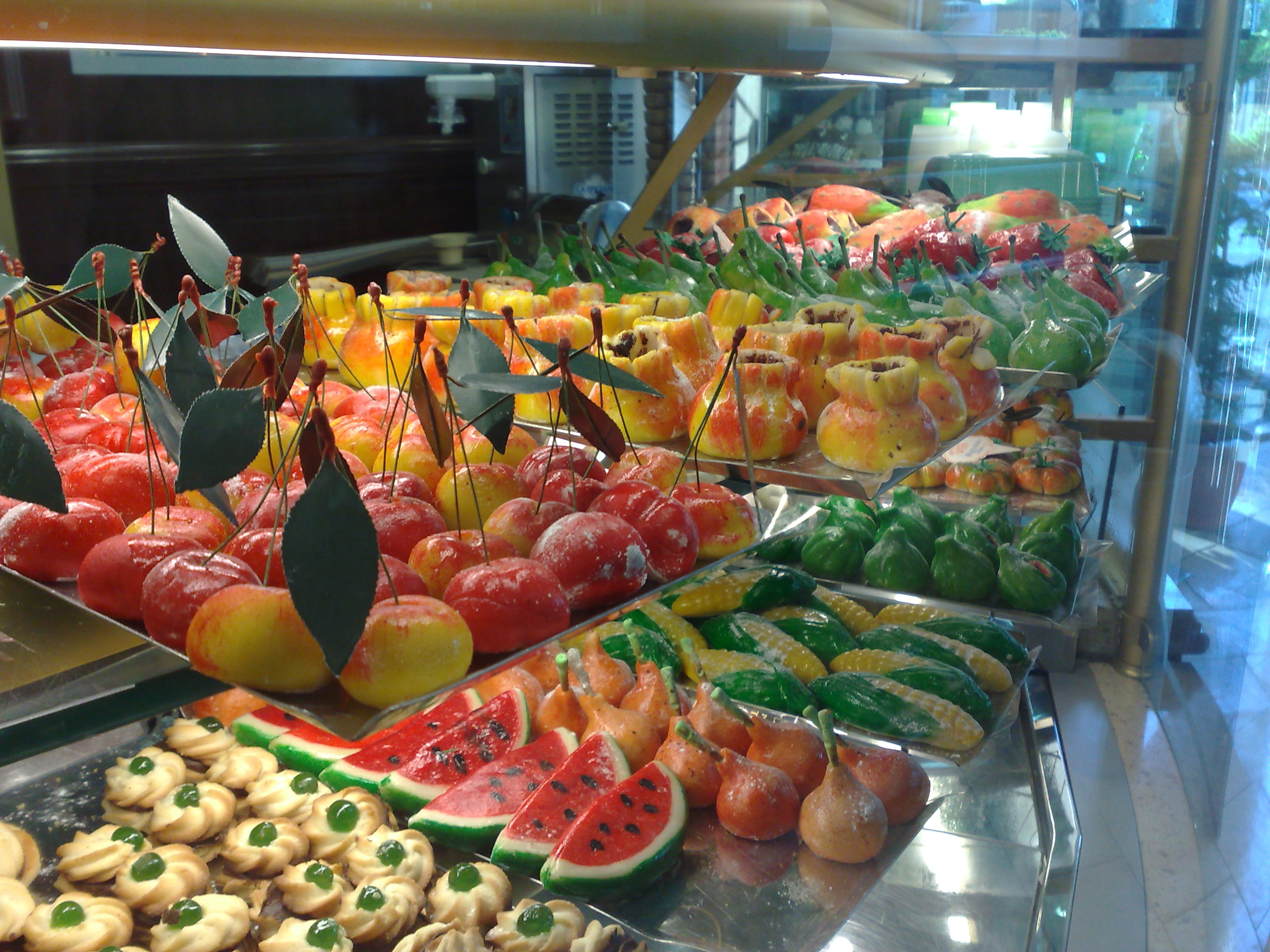
Frutta martorana.

Algunos productos que se elaboran con la pasta reale son la cassata, la cassatelle, la cassatine y la frutta martorana (o frutas de mazapán), que se regala con ocasión de la fiesta de Todos los Santos.
Supone uno de los dulces más representativos de la Sicilia oriental, donde los maestros pasteleros trabajan la almendra de forma tradicional con la miel para obtener una pasta de almendra pura, que también pueden aromatizarse con limón o naranja, además cubrirse con azúcar glas.
Una de las aplicaciones más populares de la pasta di mandorle es la llamada frutta martorana, mazapanes con forma y aspecto de frutas en miniatura que suponen verdaderas obras de arte de la pastelería siciliana.
Otras especialidades sicilianas son la pasta a la avellana del Etna y al pistacho del Bronte y de Adrano.
Incluso las regiones de Calabria y el Lacio han registrado la pasta di mandorle como producto tradicional.